# 꽃의 난
《꽃의 난》(일본어: 花の乱 하나노란[*])은 1994년 4월 3일부터 12월 11일까지 일본방송협회에서 제작한 대하드라마로 대하드라마 시리즈의 33번째 작품이다. 방영횟수는 총 37회이다.
주인공은 무로마치 막부 제8대 정이대장군 아시카가 요시마사의 부인으로 훗날 오닌의 난에 깊게 관여한 히노 도미코이다.
제목인 ‘꽃의 난’은 무로마치 막부 정이대장군의 저택인 무로마치 도노의 이명 ‘하나노 어소’(花の御所)에서 따온 것으로 정이대장군 자리를 둔 형제간의 갈등으로 오닌의 난이 발발한 것을 의미한다. NHK 대하드라마 중 유일하게 무로마치 막부 중후반을 다룬 작품으로서, 가키쓰의 난으로 시작된 막부의 몰락과 오닌의 난의 발발, 그 경과를 히노 도미코의 시점에서 그린 드라마이다. 그동안 NHK 대하드라마는 《태평기》에서 무로마치 막부의 창건기를, 그리고 전국 시대를 다룬 많은 드라마 중에서 무로마치 막부의 쇠락과 멸망을 그리기는 하였으나 무로마치 막부 치세 자체를 다룬 드라마는 이 작품이 처음이며 지금까지도 유일하다. 또한 주인공 역을 맡은 배우 미타 요시코가 해설 역도 겸임하면서, 말 그대로 히노 도미코의 일인칭 시점으로 묘사한다는 점을 더욱 강조했다. 주인공 역의 배우가 해설까지 겸임했던 경우는 지금까지도 이 작품이 유일하다.
평균 시청률은 14.4%, 최고 시청률은 18.3%로 2012년 《다이라노 기요모리》가 그 기록을 깨기 전까지 대하드라마 방영 작품 중 가장 낮은 시청률을 기록한 작품이었다. 그러나 당시 대하드라마 편성일정이 여타 드라마와 달리 9개월 일정으로 편성되었고 이 작품은 《불타오르다》에 이어 4월부터 방송을 시작한지라 홍보가 부족하였고 이로 인해 시청자들의 관심도 크게 받지 못했다.

## 출연

### 히노·아시카가 가문
- 히노 도미코: 미타 요시코 (아역: 마츠 타카코)
- 아시카가 요시마사 : 이치카와 단주로 (아역: 이치카와 신노스케)
- 히노 시게코 (요시마사의 어머니, 도미코의 종조모) : 쿄 마치코
- 히노 가쓰미쓰 (도미코의 오빠) : 쿠사카리 마사오
- 아시카가 요시미 (요시마사의 이복동생) : 사노 시로

### 막부 무장·슈고 다이묘

#### 호소카와 가문
- 호소카와 가쓰모토: 노무라 만사이

#### 야마나 가문
- 야마나 소젠: 요로즈야 킨노스케

#### 그 외
- 하타케야마 토쿠혼 뉴도: 나가이 케이스케

### 조정
- 고하나조노 천황: 오오이데 슌

### 그 외
- 잇큐 소준: 오쿠다 에이지